# تيم ستيل
تيم ستيل (بالإنجليزية: Tim Steele)‏ (1 ديسمبر 1967 في المملكة المتحدة - ) هو لاعب كرة قدم بريطاني في مركز الوسط. لعب مع برادفورد سيتي وستوك سيتي وشروزبري تاون ونادي إكزتر سيتي ونادي هيرفورد ووولفرهامبتون واندررز وSutton Coldfield Town F.C. ‏ ونادي تاموورث.

## وصلات خارجية
- تيم ستيل على موقع قاعدة بيانات كرة القدم.إي يو (الإنجليزية)
- تيم ستيل على موقع Soccerbase.com (لاعب) (الإنجليزية)